# ملکه شین عزل‌شده
ملکه جه‌این‌وون‌دوک (کره‌ای: 제인원덕왕비; هانجا: 齊仁元德王妃؛ ۱۵ دسامبر ۱۴۷۶ – ۱۶ مه ۱۵۳۷) همسر و ملکه همسر یی یونگ، پادشاه یون‌سان، دهمین پادشاه چوسان بود. او ملکه هم‌نشین چوسان از سال ۱۴۹۴ تا زمان برکناری همسرش در سال ۱۵۰۶ بود و پس از آن با عنوان ملکه شین عزل‌شده (کره‌ای: 폐비 신씨) شناخته شد. او پس از مرگش عنوان سلطنتی دیگری دریافت نکرد.

## در فرهنگ عامه
- بازی شده توسط پارک ها سون در مجموعه تلویزیونی سال ۲۰۰۷–۲۰۰۸ اس‌بی‌اس، پادشاه و من
- بازی شده توسط هونگ سو هی در مجموعه تلویزیونی سال ۲۰۱۱–۲۰۱۲ جی‌تی‌بی‌سی، اینسو، ملکه مادر
- بازی شده توسط سونگ جی این در مجموعه تلویزیونی سال ۲۰۱۷ کی‌بی‌اس۲، ملکه هفت روزه